# Verkehrsmuseum Dresden

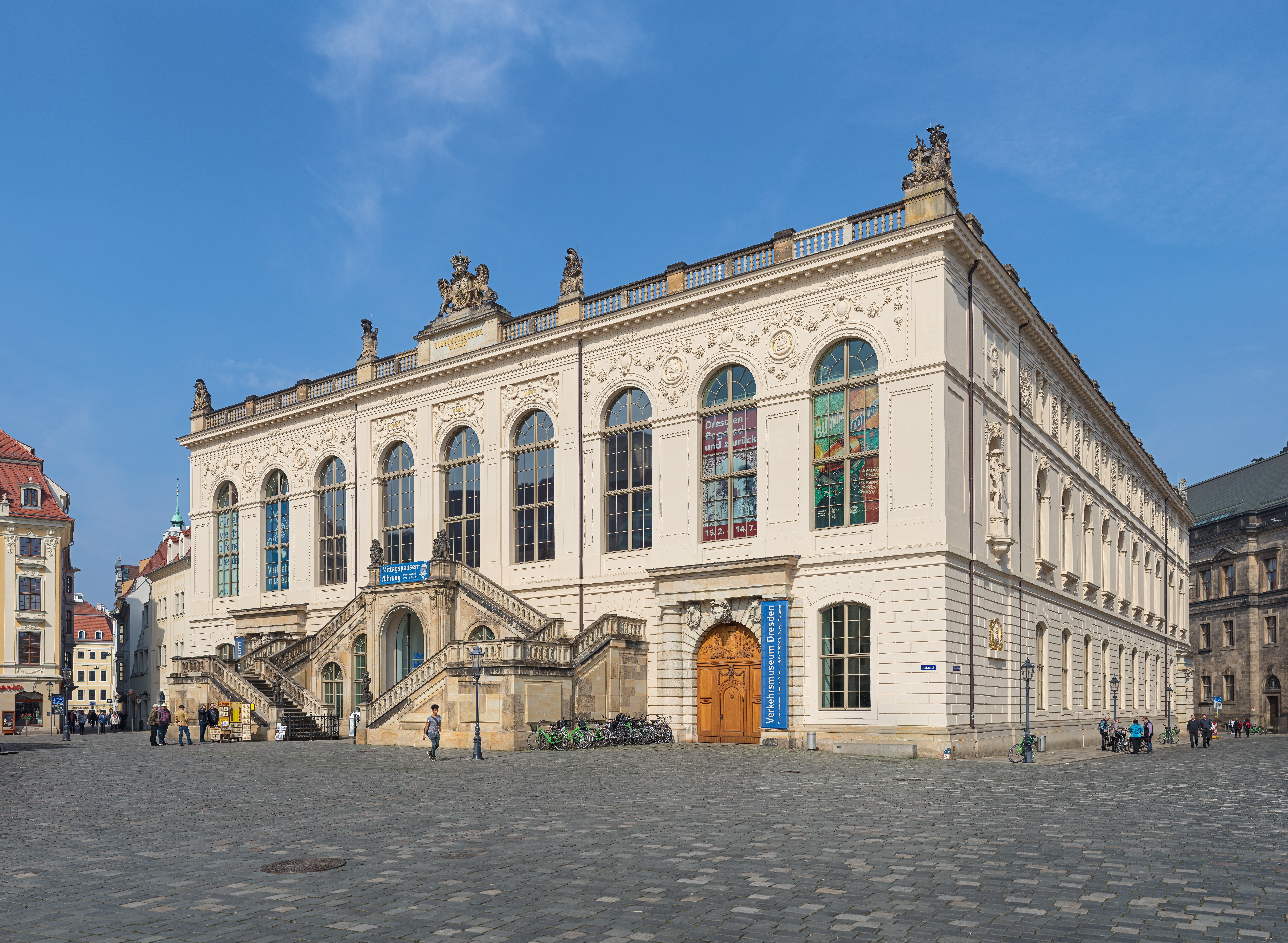
Verkehrsmuseum Dresden im Johanneum am Neumarkt

Das Verkehrsmuseum Dresden ist ein Museum in Dresden und zugleich eine gemeinnützige GmbH und zeigt auf 5000 Quadratmetern Ausstellungsfläche Exponate zur Geschichte der Verkehrszweige Eisenbahn, Straßenverkehr, Luftverkehr und Schifffahrt.
Das Verkehrsmuseum wurde 1956 eröffnet. Es befindet sich im Johanneum, einem Anbau des Residenzschlosses am Dresdner Neumarkt.
Gesellschafter der gGmbH sind die Stadt Dresden und die Gesellschaft zur Unterstützung des Verkehrsmuseums. Eigner des Johanneums ist Sachsen, der Mietvertrag läuft noch bis 2025.
Jährlich besuchen rund 200.000 Besucher das Museum, davon sind die Hälfte Touristen.

## Geschichte
Die Geschichte des Verkehrsmuseum Dresden begann am 1. Mai 1952 in der Verhandlung zwischen der Hochschule für Verkehrswesen und dem Ministerium für Verkehr für den Aufbau eines Verkehrsmuseums in der DDR. Vordringlich sollten hier die während des Zweiten Weltkrieges ausgelagerten Ausstellungsstücke des Sächsischen Eisenbahnmuseums untergebracht werden.
Nachdem Dresden als Standort festgelegt war, wurden die ersten Fahrzeuge in einem Lokschuppen in der Neustadt untergebracht. Sechs Mitarbeiter begannen mit dem Aufbau des Museums und schon 1953 konnten zwei kleine Ausstellungen präsentiert werden.
Die eigentliche Eröffnung in einigen Räumen des Johanneums erfolgte am 3. Juni 1956. Die erste Direktorin war Elfriede Rehbein. Das Museum wurde durch den Lehrstuhl für Wirtschafts- und Verkehrsgeschichte der HfV betreut.
Zum 1. April 1958 wurde es dem Ministerium für Verkehrswesen unterstellt. Am 24. November 1958 ging das Museum in den Besitz des Ministeriums für Verkehr über. Die Renovierungen im Innenbereich wurden 1966 und an der Fassade 1968 abgeschlossen. In Anlehnung an den Flugzeugbau ist das Dach nicht mit Kupferblech gedeckt, sondern mit Duraluminium.
Mit der Gründung des Freistaates Sachsen im Jahre 1990 erhielt das Verkehrsmuseum den Status eines Landesmuseums. 2006 wurde das Verkehrsmuseum eine gGmbH und befindet sich nun in Trägerschaft der Stadt Dresden. Die Ticketeinnahmen tragen etwa 40 Prozent der Ausgaben.
Wegen der räumlichen Enge im Johanneum wurde seit Anfang der 1990er Jahre mehrfach eine Verlegung des Museums diskutiert. Aus finanziellen Gründen und großer Unbeliebtheit dieser Idee wurde dies auf mindestens 2025 verschoben.
Von 2007 bis 2015 befand sich die Schifffahrtsausstellung im angeschlossenen „Langen Gang“ des Stallhofes. Dieser wird z. Z. umgebaut und soll wieder die kurfürstliche Gewehrsammlung aufnehmen.

## Ausstellungsbereiche und Exponate

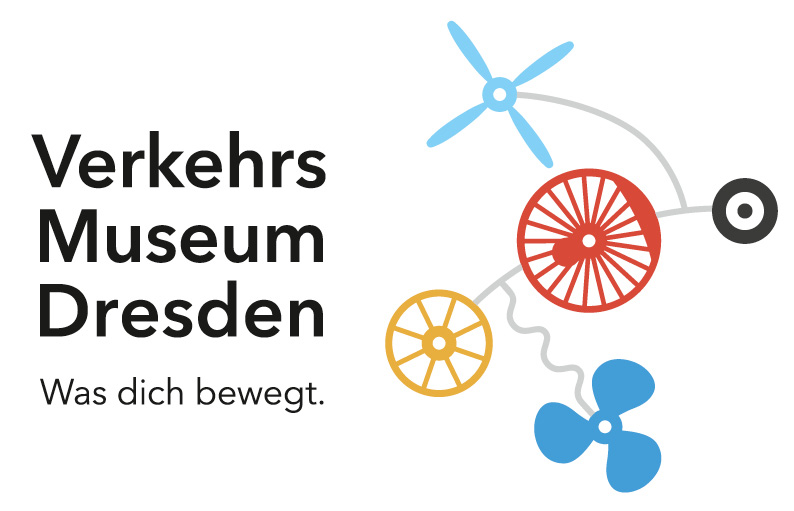
Logo des Verkehrsmuseums Dresden

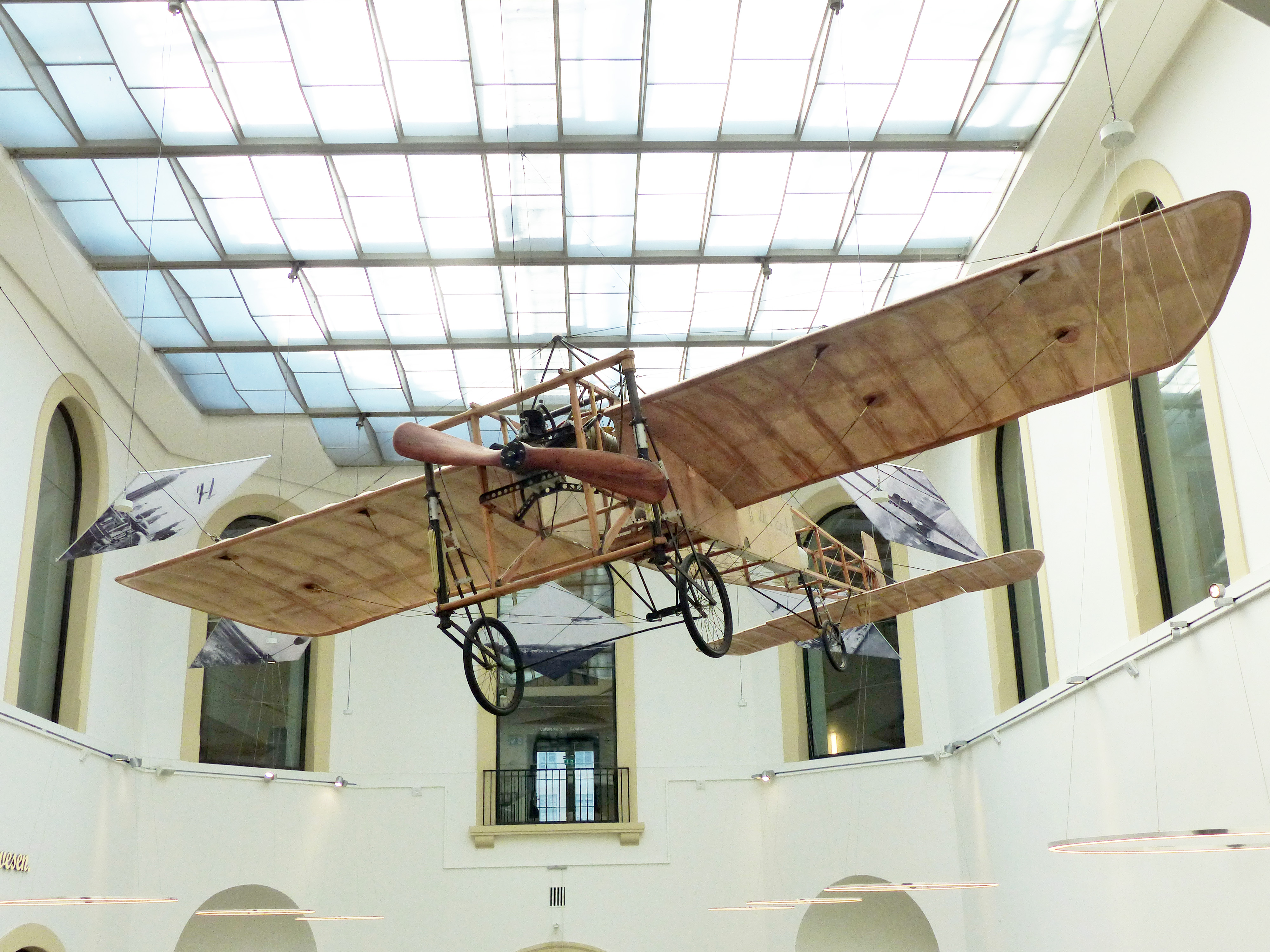
Blériot XI – Flugzeug des französischen Luftfahrtpioniers Louis Blériot

Im Verkehrsmuseum im Johanneum werden folgende Bereiche als ständige Ausstellungen gezeigt:
- Schiene
- Straßenverkehr
- Luftfahrt
- Schifffahrt

Daneben gibt es Sonderausstellungen, einen Bobbycar-Verkehrsgarten, Experimentier- und Kinderbereiche sowie eine Modelleisenbahnanlage der Spur 0 mit einer Fläche von 325 Quadratmetern.
Aufgrund der engen Verhältnisse im Johanneum zeigt das Museum nicht alle Ausstellungsstücke; einige Exponate wurden als Leihgaben an andere Museen weitergegeben, z. B. stehen zahlreiche Lokomotiven im ehemaligen Bahnbetriebswerk Dresden-Altstadt der Deutschen Reichsbahn und werden durch das Eisenbahnmuseum Bw Dresden-Altstadt betreut.

### Schienenfahrzeuge
Das Verkehrsmuseum Dresden besitzt 105 Schienenfahrzeuge, von denen nur acht im Johanneum ausgestellt sind, darunter Deutschlands vermeintlich älteste vollständig erhaltene Dampflokomotive MULDENTHAL von 1861, ein Nachbau der ersten funktionsfähigen deutschen Dampflokomotive Saxonia und der Hofsalonwagen 447 der Prinzessin Mathilde von Sachsen von 1885. Ein Großteil der Fahrzeuge steht in Depots oder wird von Vereinen als Leihgabe betreut. Beispiele sind die 17 1055, 19 017, 58 261, 24 004, 99 162, V 15 1001, V 240 001, 120 338 und 130 002 sowie ein Oberleitungsrevisionstriebwagen. Schmalspurige Schienenfahrzeuge werden vom Schmalspurbahnmuseum Radebeul im Bahnhof Radebeul Ost betreut.

### Luftfahrt

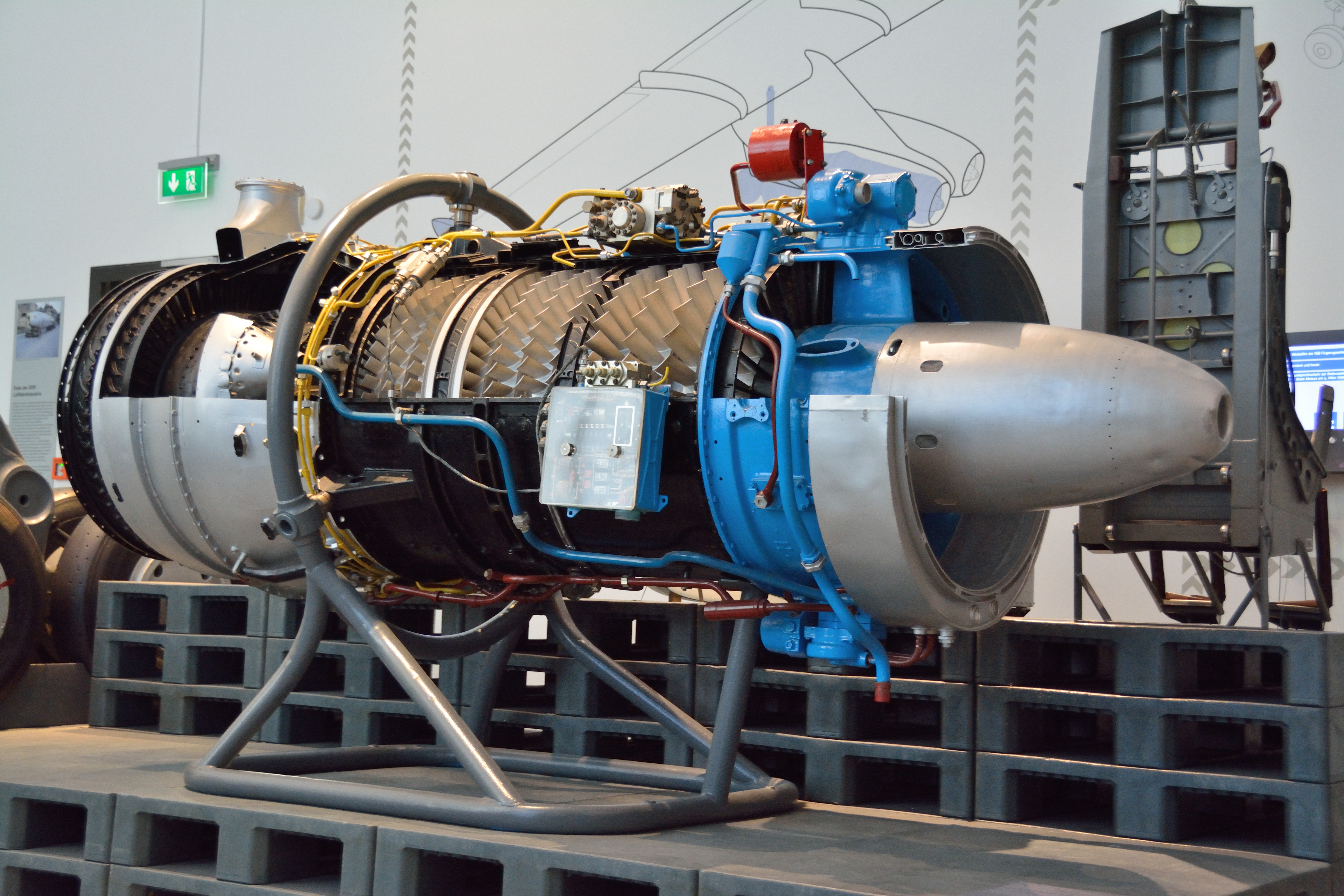
Strahltriebwerk Pirna 014 im Verkehrsmuseum Dresden

#### Flugzeuge
- Grade-Eindecker, 1909
- Blériot XI, 1909 (Nachbau)
- Aero Ae-45S Super Aero, 1953
- 152 mit Informationen zur Geschichte und zur DDR-Luftfahrt

#### Triebwerke
- Sternmotor BMW 132 A (Schnittmodell)
- Doppelsternmotor Schwezow ASch-82T mit Propeller AW 50 einer Iljuschin Il-14 P
- Strahltriebwerk Pirna 014, 1958

### Straßenverkehr

#### Fahrräder
- Hochrad Dresden, um 1888

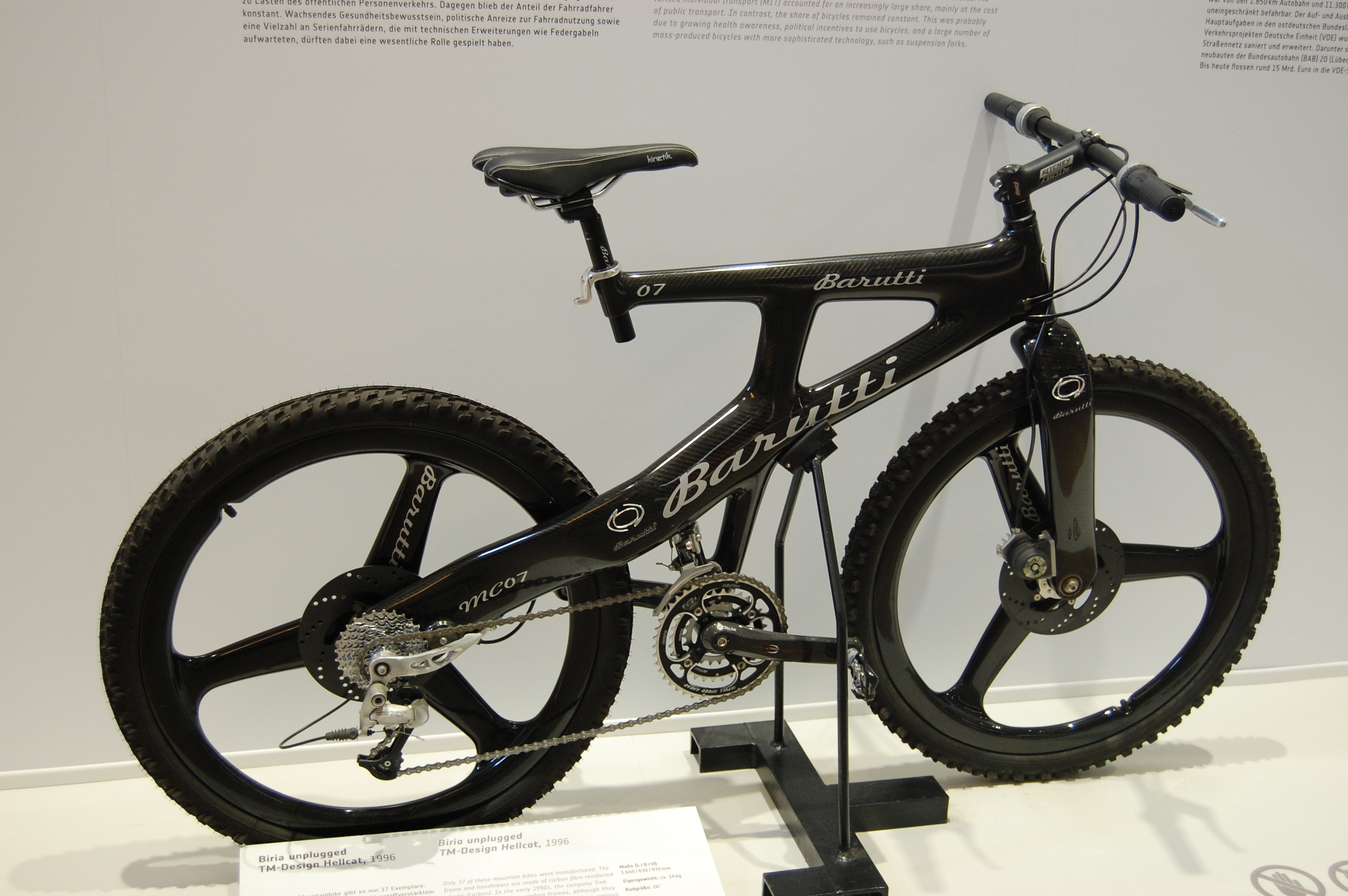
Biria unplugged

- Militärklappfahrrad Brennabor, 1941
- Damentourenrad Möve Modell 15 von 1956
- Mountainbike Biria unplugged von 1998 u. a.

#### Motorräder
- BMW R 62, 1929
- Böhmerland, 1927
- Laurin & Klement, 1899
- Herren-Motorfahrrad Opel, 1922 u. a.

#### Personenkraftwagen
- Schöche Dampfwagen Nr. 1, 1895
- Pilot 6/30, 1926[7]
- Röhr 8 Typ F, 1933
- EMW-Rennsportwagen R 3-54, 1954
- Wartburg 355, 1968/69 u. a.

#### Lastkraftwagen
- Phänomen 4RL, 1927 u. a.

## Bilder

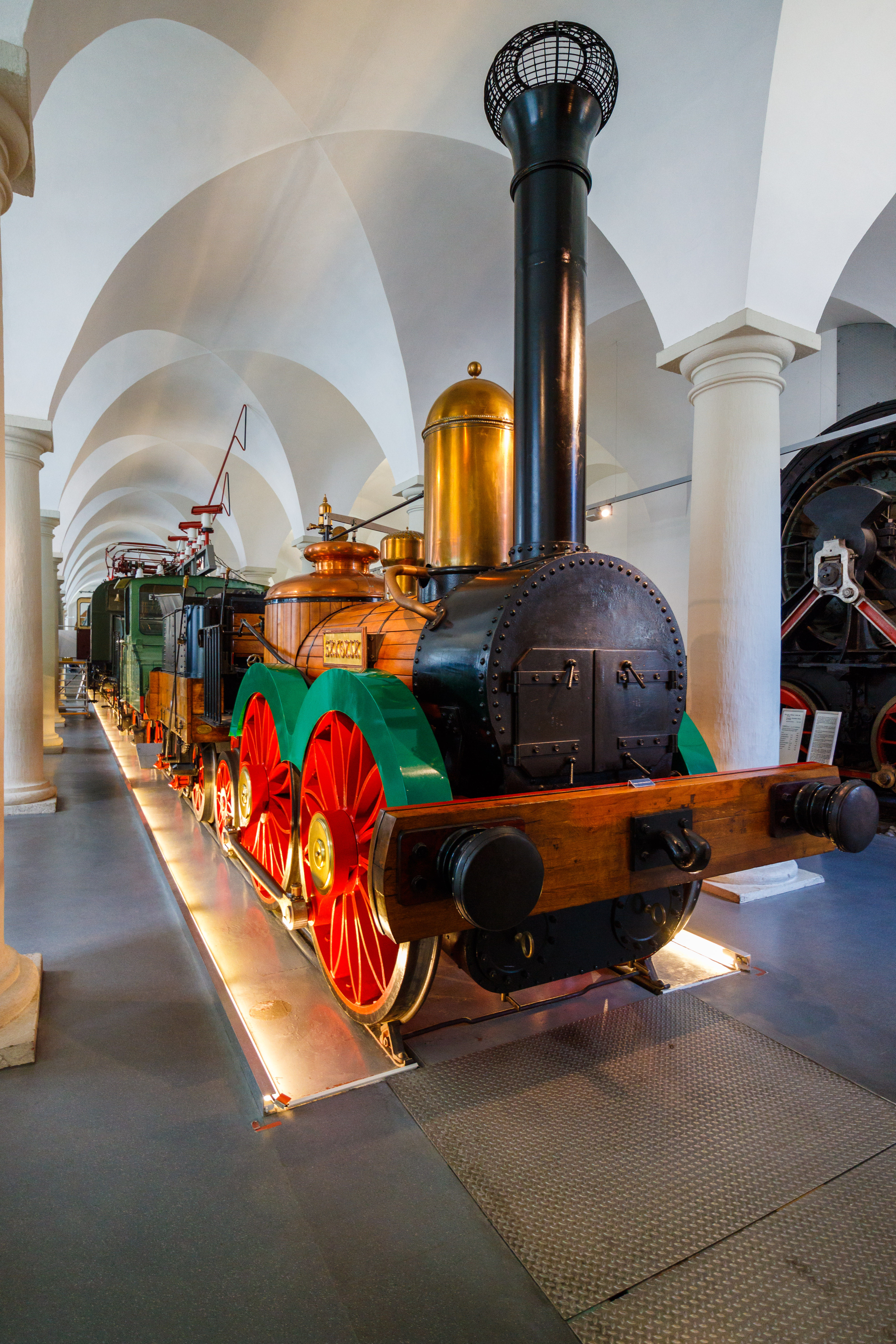
LDE – Saxonia in der Eisenbahnabteilung
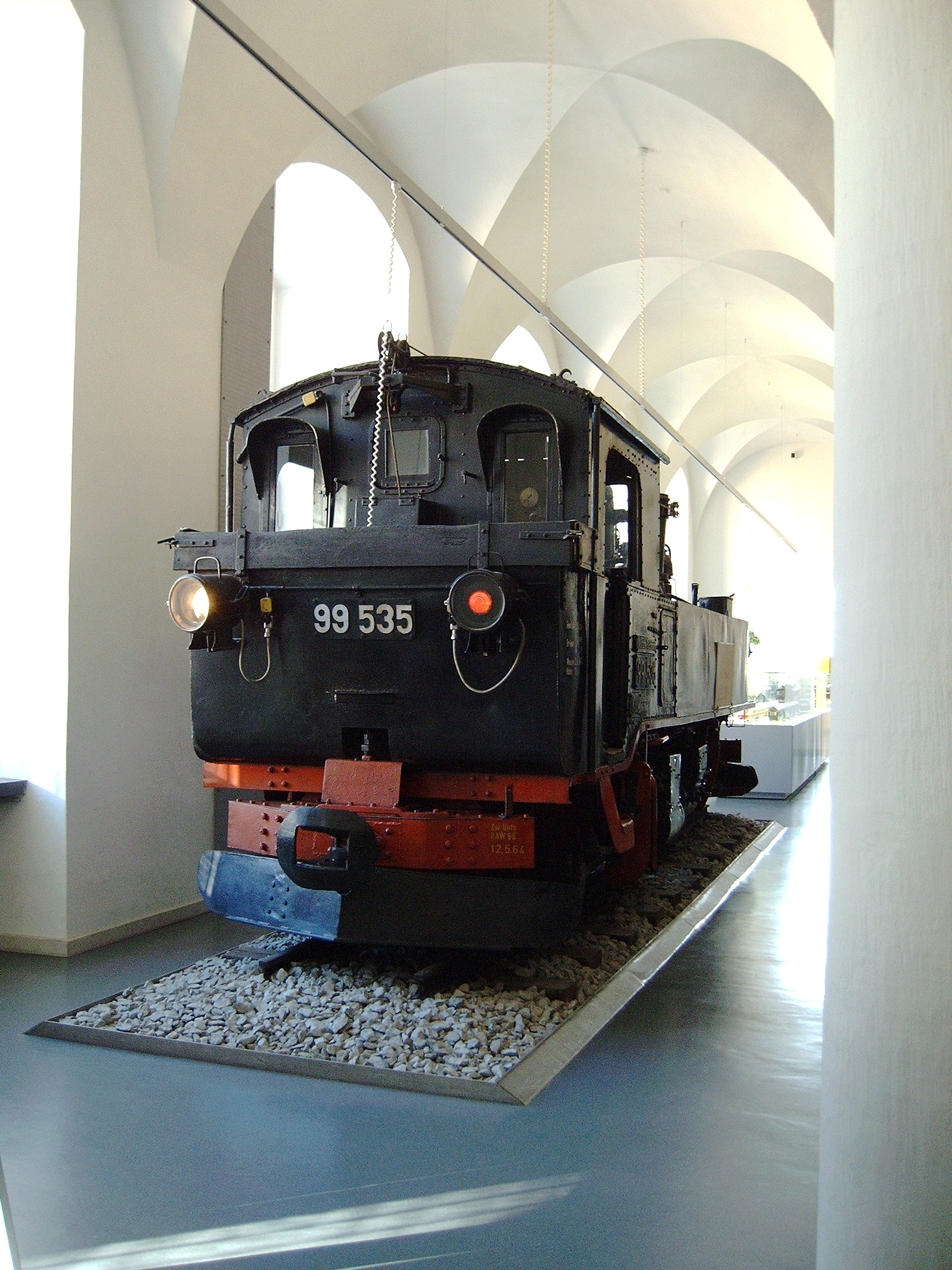
Sächsische IV K
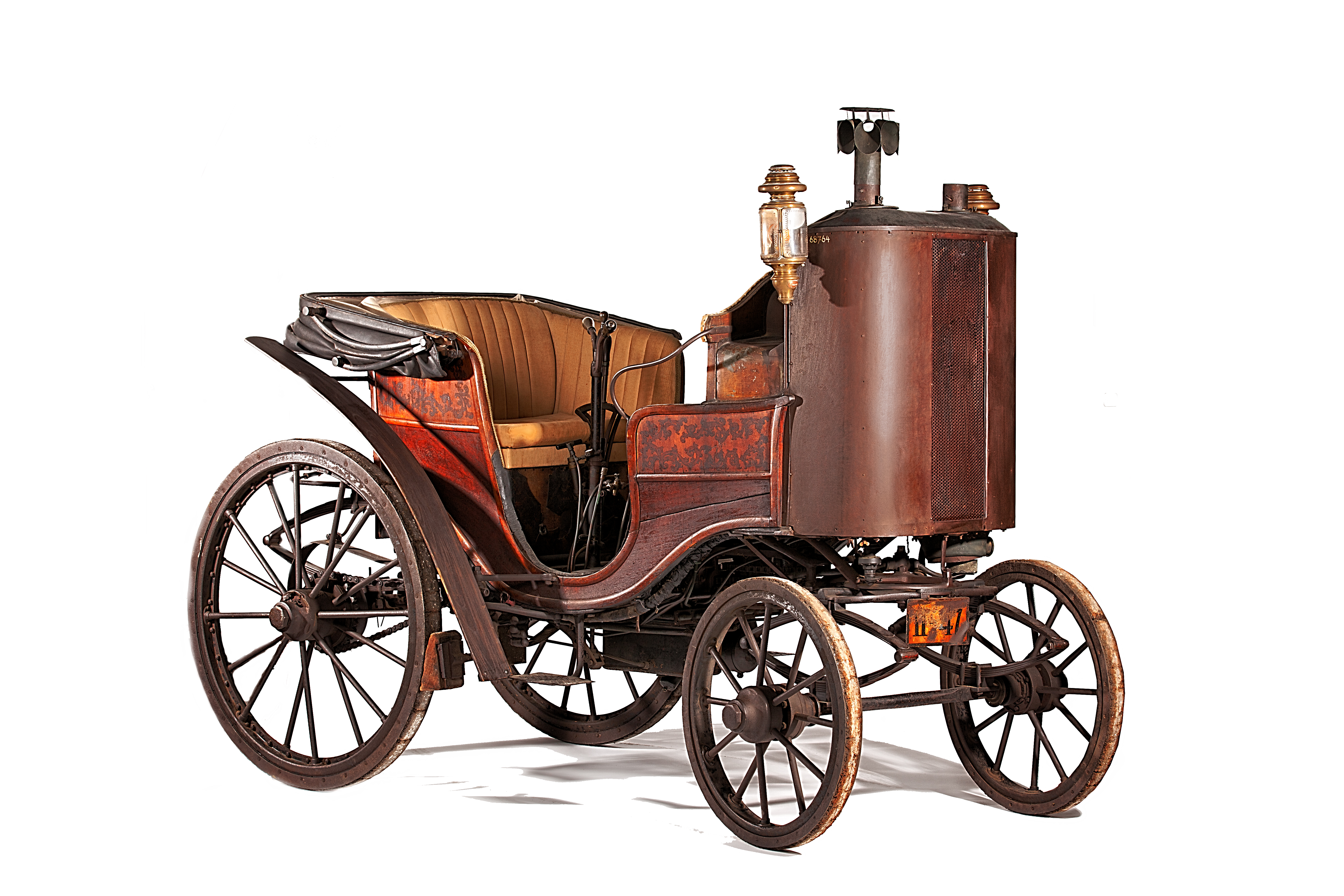
Schöche Dampfwagen Nr. 1
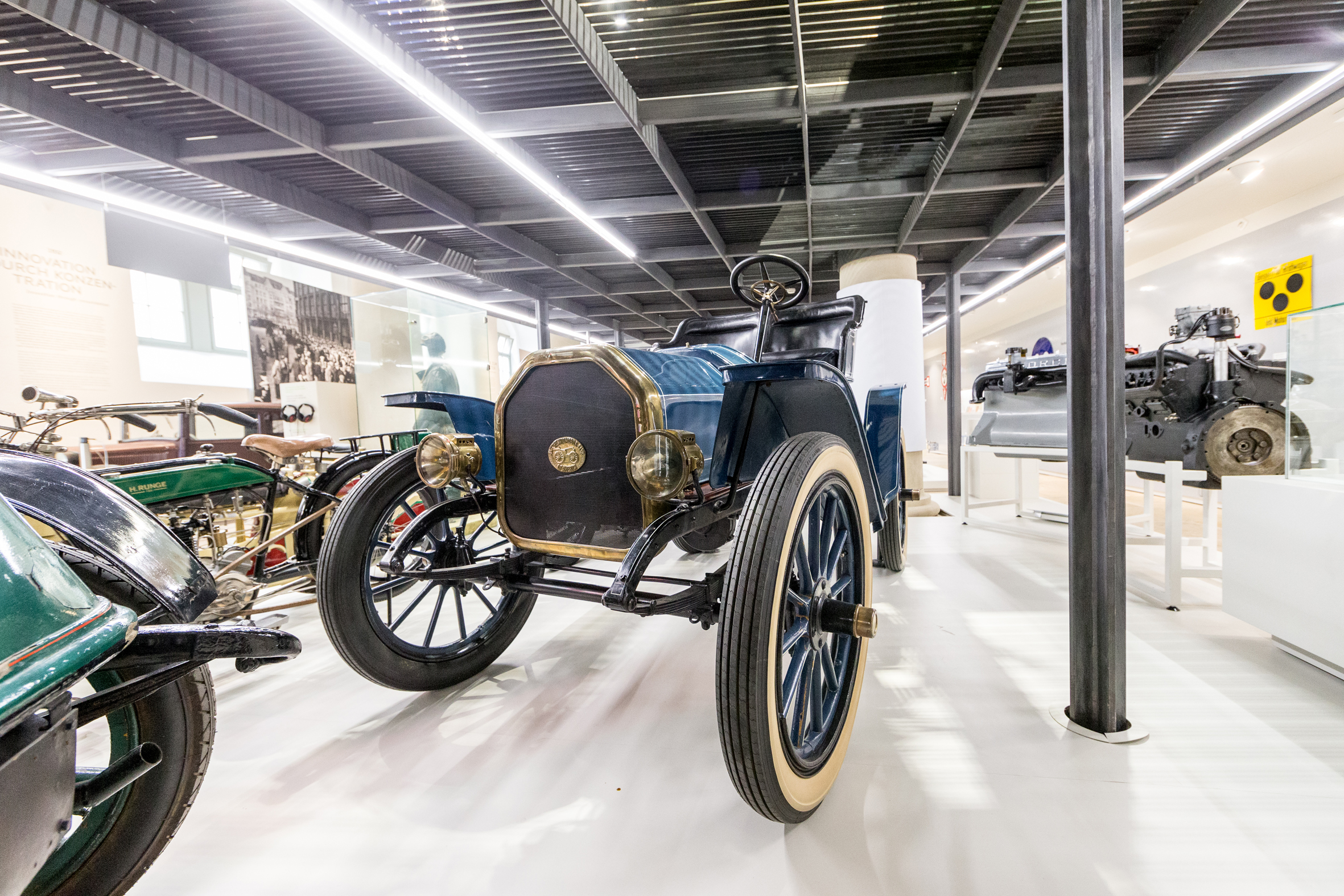
Baker Electric 1910 in der Dauerausstellung Straßenverkehr
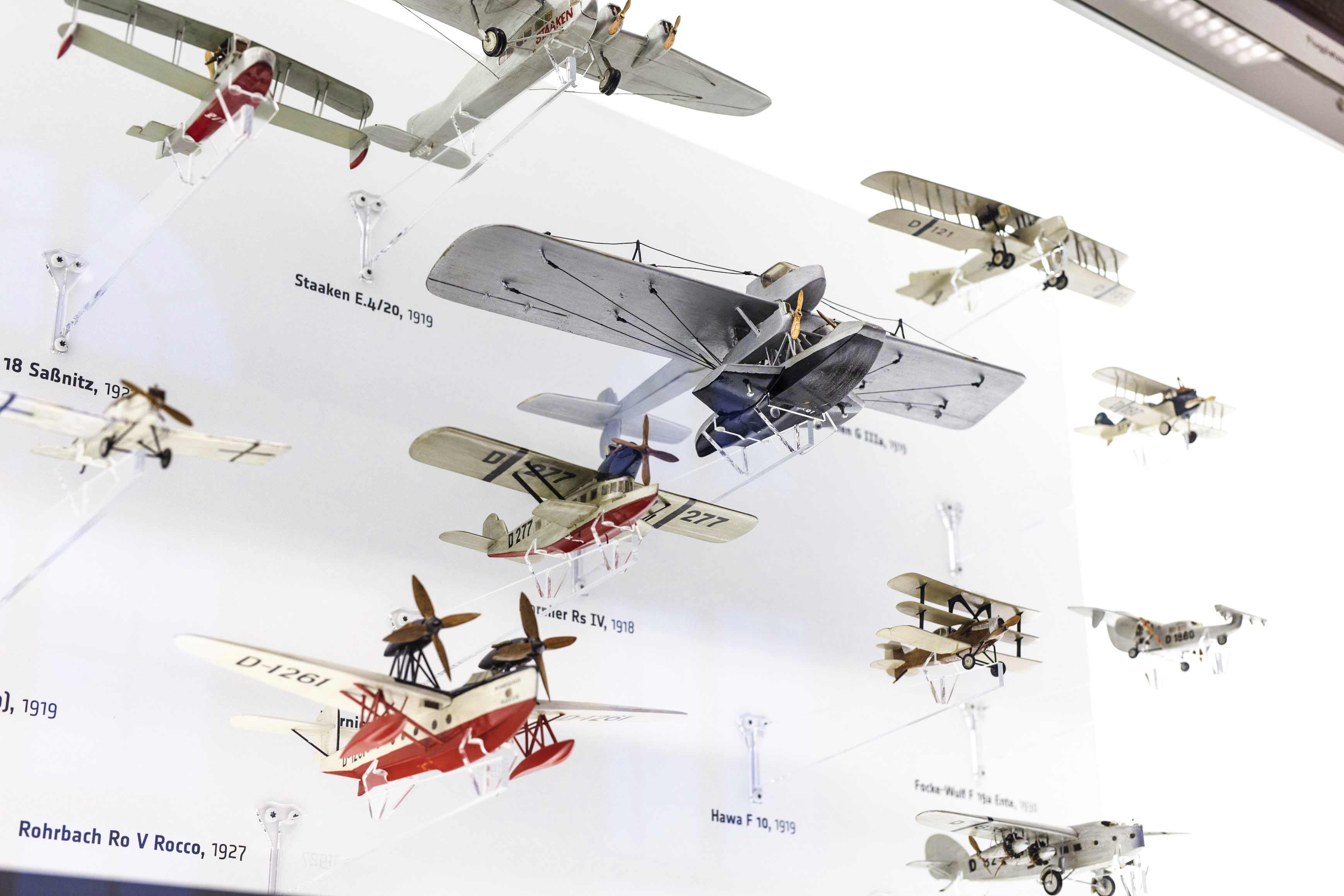
Modelle in der Dauerausstellung Luftfahrt
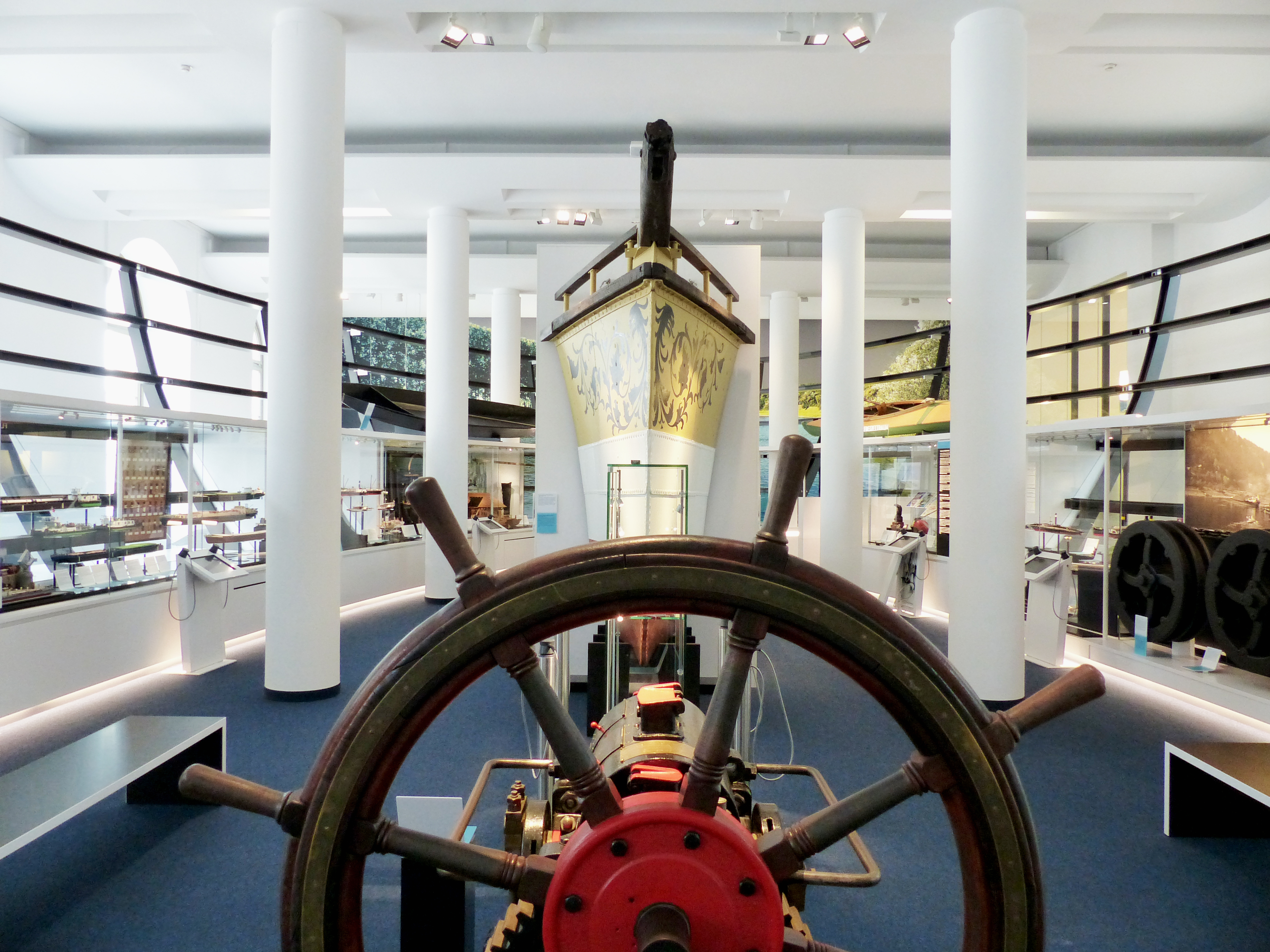
Steuerrad in der Dauerausstellung Schifffahrt
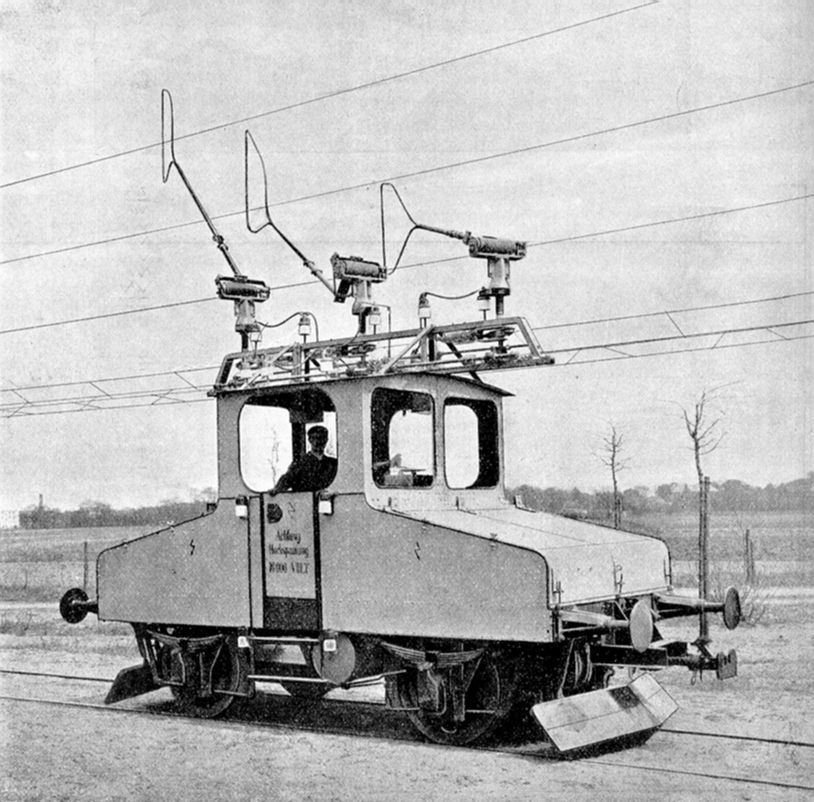
Bad Berka I, ehemalige Lokomotive der Drehstrom-Versuchsstrecke Groß-Lichterfelde–Zehlendorf